# Associazione Calcio Napoli 1961-1962
Questa voce raccoglie le informazioni riguardanti l'Associazione Calcio Napoli nelle competizioni ufficiali della stagione 1961-1962.

## Stagione
La sopravvenuta retrocessione in Serie B comportò per il Napoli, nell'estate 1961, l'addio a giocatori di valore come Bugatti, Posio e Del Vecchio; a sostituirli, tra gli altri, Pierluigi Ronzon il quale disputerà sei stagioni in maglia azzurra, l'ala Amos Mariani, il portiere Walter Pontel e il giovane centrocampista Luigi Simoni. In campionato la formazione campana totalizzò 43 punti, piazzandosi al secondo posto della classifica, alle spalle del Genoa, e ottenendo così l'immediato ritorno in Serie A.

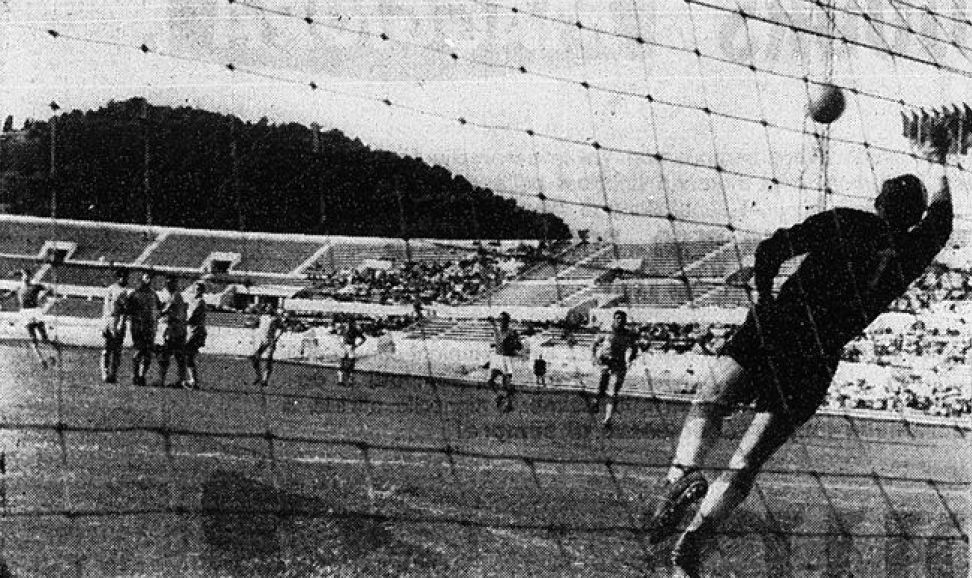
La punizione di Gianni Corelli che sbloccò il risultato nella vittoriosa finale di Coppa contro la SPAL

La squadra, inizialmente affidata all'ex centrocampista azzurro Fioravante Baldi, stentò a decollare sicché fu chiamato in panchina la vecchia gloria Bruno Pesaola, il quale non solo condusse il Napoli alla promozione, ma a sorpresa anche alla conquista del primo trofeo nella storia del club, la Coppa Italia vinta nella finale unica di Roma contro la SPAL, squadra allora in Serie A — eguagliando così il Vado nel ristretto novero delle squadre capaci di centrare quest'affermazione pur non militando nella massima categoria —; la squadra del Petisso eliminò dalla competizione l'Alessandria al primo turno (1-1 e 6-5 ai rigori), la Sampdoria in A al secondo turno (7-6 ai rigori dopo lo 0-0 nei tempi regolamentari), il Torino, anche esso in Serie A, agli ottavi per 0-2, la Roma per 0-1 ai quarti e il Mantova (in A) nella semifinale per 2-1, battendo infine gli spallini nella finale dell'Olimpico (2-1).
Miglior marcatore stagionale fu Gianni Corelli il quale realizzò 13 reti, di cui 11 in campionato e 2 in Coppa Italia; buoni i bottini anche di Achille Fraschini, con 10 reti in campionato, e del centrocampista Pierluigi Ronzon, con 9 reti in campionato e 1 — decisiva — nella finale di Coppa.

## Divise
| Casa | Trasferta | Portiere |

## Organigramma societario
- Presidente: Alfonso Cuomo
- Allenatore: Fioravante Baldi, poi Bruno Pesaola

## Rosa
| N. |                   | Ruolo | Calciatore                  |
| -- | ----------------- | ----- | --------------------------- |
|    | Italia (bandiera) | P     | Pacifico Cuman              |
|    | Italia (bandiera) | P     | Walter Pontel               |
|    | Italia (bandiera) | D     | Luigi Bodi                  |
|    | Italia (bandiera) | D     | Guglielmo Costantini        |
|    | Italia (bandiera) | D     | Mauro Gatti                 |
|    | Italia (bandiera) | D     | Elia Greco                  |
|    | Italia (bandiera) | D     | Dolo Mistone                |
|    | Italia (bandiera) | D     | Giovanni Molino             |
|    | Italia (bandiera) | D     | Pierluigi Ronzon (capitano) |
|    | Italia (bandiera) | D     | Gianfelice Schiavone        |
|    | Italia (bandiera) | D     | Ugo Tomeazzi                |

| N. |                      | Ruolo | Calciatore         |
| -- | -------------------- | ----- | ------------------ |
|    | Italia (bandiera)    | C     | Gino Bertucco      |
|    | Italia (bandiera)    | C     | Achille Fraschini  |
|    | Italia (bandiera)    | C     | Antonio Girardo    |
|    | Italia (bandiera)    | C     | Amos Mariani       |
|    | Italia (bandiera)    | C     | Rosario Rivellino  |
|    | Italia (bandiera)    | C     | Luigi Simoni       |
|    | Italia (bandiera)    | A     | Santo Barbato      |
|    | Italia (bandiera)    | A     | Gianni Corelli     |
|    | Italia (bandiera)    | A     | Giovanni Fanello   |
|    | Italia (bandiera)    | A     | Glauco Gilardoni   |
|    | Argentina (bandiera) | A     | Juan Carlos Tacchi |

## Risultati

### Campionato

#### Girone di andata
| Arbitro: | Ferrari (Milano) |

|              |           |  |
| Fraschini 4’ | Marcatori |  |

| Modena 10 settembre 1961 2ª giornata | Modena                | 0 – 0 | Napoli | Stadio Comunale\| Arbitro: \| De Marchi (Pordenone) \| |
| Arbitro:                             | De Marchi (Pordenone) |       |        |                                                        |

| Napoli 17 settembre 1961 3ª giornata | Napoli           | 0 – 0 | Parma | Stadio San Paolo\| Arbitro: \| Cirone (Palermo) \| |
| Arbitro:                             | Cirone (Palermo) |       |       |                                                    |

| Arbitro: | Babini (Ravenna) |

|  |           |               |
|  | Marcatori | 83’ Fraschini |

| Arbitro: | Angelini (Firenze) |

|              |           |             |
| De Paoli 12’ | Marcatori | 25’ Corelli |

| Arbitro: | Gambarotta (Genova) |

|  |           |                         |
|  | Marcatori | 26’ Morrone 30’ Landoni |

| Arbitro: | De Marchi (Pordenone) |

|           |           |            |
| Meroni 7’ | Marcatori | 13’ Tacchi |

| Napoli 29 ottobre 1961 8ª giornata | Napoli           | 0 – 0 | Bari | Stadio San Paolo\| Arbitro: \| Politano (Cuneo) \| |
| Arbitro:                           | Politano (Cuneo) |       |      |                                                    |

| Arbitro: | Genel (Trieste) |

|                          |           |  |
| Lazzotti 2’ Radaelli 29’ | Marcatori |  |

| Arbitro: | Cirone (Palermo) |

|                              |           |             |
| Corelli 21’, 71’, 82’ (rig.) | Marcatori | 84’ Rambone |

| Arbitro: | De Marchi (Pordenone) |

|                       |           |             |
| Volpi 20’ Greatti 49’ | Marcatori | 84’ Mariani |

| Arbitro: | Grignani (Milano) |

|                                    |           |               |
| Giacomini 11’ Bean 29’ Firmani 72’ | Marcatori | 53’ Fraschini |

| Napoli 10 dicembre 1961 13ª giornata | Napoli             | 0 – 0 | Simmenthal-Monza | Stadio San Paolo\| Arbitro: \| Sebastio (Taranto) \| |
| Arbitro:                             | Sebastio (Taranto) |       |                  |                                                      |

| Arbitro: | Cataldo (Reggio Calabria) |

|                           |           |             |
| Meraviglia 9’ Calloni 76’ | Marcatori | 19’ Corelli |

| Arbitro: | Angelini (Firenze) |

|                                         |           |                              |
| Mariani 7’, 61’ Fanello 23’ Corelli 84’ | Marcatori | 2’, 21’ Cappellaro 38’ Rizzo |

| Arbitro: | Samani (Trieste) |

|           |           |             |
| Perli 74’ | Marcatori | 61’ Fanello |

| Napoli 7 gennaio 1962 17ª giornata | Napoli         | 0 – 0 | Verona | Stadio San Paolo\| Arbitro: \| Rancher (Roma) \| |
| Arbitro:                           | Rancher (Roma) |       |        |                                                  |

| Arbitro: | Carminati (Milano) |

|                        |           |           |
| Fanello 30’ Ronzon 58’ | Marcatori | 44’ Cella |

| Arbitro: | Angelini (Firenze) |

|           |           |  |
| Merlo 23’ | Marcatori |  |

#### Girone di ritorno
| Arbitro: | Genel (Trieste) |

|                           |           |              |
| Montenovo 74’ Mentani 78’ | Marcatori | 8’ Gilardoni |

| Arbitro: | Leita (Udine) |

|                           |           |  |
| Fraschini 69’ Fanello 88’ | Marcatori |  |

| Arbitro: | Angelini (Firenze) |

|  |           |                               |
|  | Marcatori | 40’ Ronzon 66’ (rig.) Corelli |

| Arbitro: | Babini (Ravenna) |

|               |           |  |
| Fraschini 70’ | Marcatori |  |

| Arbitro: | Cataldo (Reggio Calabria) |

|              |           |             |
| Fraschini 3’ | Marcatori | 66’ Recagno |

| Roma 4 marzo 1962 25ª giornata | Lazio           | 0 – 0 | Napoli | Stadio Flaminio\| Arbitro: \| Rigato (Mestre) \| |
| Arbitro:                       | Rigato (Mestre) |       |        |                                                  |

| Arbitro: | Samani (Roma) |

|                              |           |             |
| Ronzon 6’, 58’ Gilardoni 85’ | Marcatori | 71’ Sartore |

| Arbitro: | Francescon (Padova) |

|             |           |  |
| Cicogna 45’ | Marcatori |  |

| Arbitro: | Carminati (Milano) |

|                                       |           |                    |
| Ronzon 9’, 36’ Tacchi 28’ Mariani 53’ | Marcatori | 57’, 75’ Carminati |

| Arbitro: | Di Tonno (Lecce) |

|                |           |                       |
| Mascalaito 73’ | Marcatori | 5’ Corelli 24’ Tacchi |

| Arbitro: | Sebastio (Taranto) |

|  |           |              |
|  | Marcatori | 64’ Tribuzio |

| Arbitro: | Roversi (Bologna) |

|                    |           |                                                   |
| Corelli 40’ (rig.) | Marcatori | 20’ (aut.) Schiavone 27’ Bean 88’, 90’ Pantaleoni |

| Arbitro: | Jonni (Macerata) |

|  |           |            |
|  | Marcatori | 28’ Ronzon |

| Arbitro: | Lo Bello (Siracusa) |

|                                          |           |  |
| Fraschini 2’, 65’ Ronzon 26’ Fanello 74’ | Marcatori |  |

| Alessandria 6 maggio 1962 34ª giornata | Alessandria        | 0 – 0 | Napoli | Stadio Giuseppe Moccagatta\| Arbitro: \| Gambarotta (Genoa) \| |
| Arbitro:                               | Gambarotta (Genoa) |       |        |                                                                |

| Arbitro: | Leita (Udine) |

|                    |           |           |
| Corelli 52’ (rig.) | Marcatori | 47’ Lenzi |

| Arbitro: | Campanati (Milano) |

|  |           |             |
|  | Marcatori | 61’ Corelli |

| Arbitro: | Lo Bello (Siracusa) |

|          |           |            |
| Magi 74’ | Marcatori | 85’ Tacchi |

| Arbitro: | Angelini (Firenze) |

|                          |           |  |
| Fraschini 71’ Ronzon 80’ | Marcatori |  |

### Coppa Italia
| Arbitro: | D'Agostini (Roma) |

|               |                      |                |
| Gilardoni 58’ | Marcatori            | 75’ Cappellaro |
|               | Tiri di rigore 6 – 5 |                |

| Arbitro: | Adami (Roma) |

|  |                      |  |
|  | Tiri di rigore 7 – 6 |  |

| Arbitro: | Angonese (Mestre) |

|  |           |                    |
|  | Marcatori | 66’, 78’ Gilardoni |

| Arbitro: | Campanati (Milano) |

|  |           |             |
|  | Marcatori | 66’ Corelli |

| Arbitro: | Sbardella (Roma) |

|                         |           |                    |
| Tomeazzi 9’ Fanello 67’ | Marcatori | 35’ (rig.) Mazzero |

| Arbitro: | Bonetto (Torino) |

|                        |           |             |
| Corelli 12’ Ronzon 78’ | Marcatori | 16’ Micheli |

## Statistiche

### Statistiche di squadra
| Competizione | Punti | In casa | In casa | In casa | In casa | In casa | In casa | In trasferta | In trasferta | In trasferta | In trasferta | In trasferta | In trasferta | Totale | Totale | Totale | Totale | Totale | Totale | DR  |
| Competizione | Punti | G       | V       | N       | P       | Gf      | Gs      | G            | V            | N            | P            | Gf           | Gs           | G      | V      | N      | P      | Gf     | Gs     | DR  |
| ------------ | ----- | ------- | ------- | ------- | ------- | ------- | ------- | ------------ | ------------ | ------------ | ------------ | ------------ | ------------ | ------ | ------ | ------ | ------ | ------ | ------ | --- |
| Serie B      | 43    | 19      | 10      | 6       | 3       | 29      | 17      | 19           | 5            | 7            | 7            | 15           | 18           | 38     | 15     | 13     | 10     | 44     | 35     | +9  |
| Coppa Italia |       | 3       | 1       | 2       | 0       | 3       | 2       | 2            | 2            | 0            | 0            | 3            | 0            | 6      | 4      | 2      | 0      | 8      | 3      | +5  |
| Totale       |       | 22      | 11      | 8       | 3       | 32      | 19      | 21           | 7            | 7            | 7            | 18           | 18           | 44     | 19     | 15     | 10     | 52     | 38     | +14 |

### Statistiche dei giocatori
| Giocatore     | Serie B  | Serie B | Coppa Italia | Coppa Italia | Totale   | Totale |
| Giocatore     | Presenze | Reti    | Presenze     | Reti         | Presenze | Reti   |
| ------------- | -------- | ------- | ------------ | ------------ | -------- | ------ |
| S. Barbato    | -        | -       | 1            | 0            | 1        | 0      |
| L. Bodi       | 12       | 0       | 4            | 0            | 16       | 0      |
| G. Corelli    | 32       | 11      | 4            | 2            | 36       | 13     |
| G. Costantini | 1        | 0       | -            | -            | 1        | 0      |
| P. Cuman      | 2        | 0       | 4            | -1           | 6        | -1     |
| G. Dell'Otto  | -        | -       | 1            | 0            | 1        | 0      |
| G. Fanello    | 27       | 5       | 4            | 1            | 31       | 6      |
| A. Fraschini  | 35       | 9       | 4            | 0            | 39       | 9      |
| M. Gatti      | 15       | 0       | 5            | 0            | 20       | 0      |
| G. Gilardoni  | 18       | 2       | 4            | 3            | 22       | 5      |
| A. Girardo    | 25       | 0       | 1            | 0            | 26       | 0      |
| E. Greco      | 21       | 0       | 3            | 0            | 24       | 0      |
| A. Juliano    | -        | -       | 1            | 0            | 1        | 0      |
| A. Mariani    | 18       | 4       | 1            | 0            | 19       | 4      |
| D. Mistone    | 26       | 0       | 5            | 0            | 31       | 0      |
| G. Molino     | 30       | 0       | 2            | 0            | 32       | 0      |
| V. Montefusco | -        | -       | 1            | 0            | 1        | 0      |
| W. Pontel     | 36       | -35     | 3            | -2           | 39       | -37    |
| R. Rivellino  | 3        | 0       | 4            | 0            | 7        | 0      |
| P. Ronzon     | 38       | 9       | 6            | 1            | 44       | 10     |
| G. Schiavone  | 24       | 0       | -            | -            | 24       | 0      |
| L. Simoni     | 11       | 0       | 3            | 0            | 14       | 0      |
| J.C. Tacchi   | 28       | 4       | 3            | 0            | 31       | 4      |
| U. Tomeazzi   | 16       | 0       | 4            | 1            | 20       | 1      |